# 克羅克鎮區 (明尼蘇達州特拉弗斯縣)
克羅克鎮區（英語：Croke Township）是位於美國明尼蘇達州特拉弗斯縣的一個行政鎮區。

## 歷史
克羅克鎮區於1881年成立，得名自牧師托馬斯·克羅克。

## 地方資料
克羅克鎮區的面積為92.69平方千米，皆為陸地。根據2020年美國人口普查的數據，當地共有人口73人，而人口密度為每平方千米0.79人。